# 385P/Hill
385P/Hill è una cometa periodica appartenente alla famiglia delle comete gioviane; la cometa è stata scoperta il 1 ottobre 2010 dall'astronomo statunitense Richard Erik Hill : la sua riscoperta il 2 agosto 2019 ha permesso di numerarla .